# Mouvement réformateur (France)
Pour les articles homonymes, voir Mouvement réformateur.
Ne doit pas être confondu avec Mouvement des réformateurs.
Le Mouvement réformateur est une coalition centriste regroupant le Centre démocrate (France) de Jean Lecanuet, le Parti radical (France) de Jean-Jacques Servan-Schreiber et d'autres petites formations du centre gauche et du centre droit, créée en novembre 1971, en vue des élections législatives de 1973. Il se voulait troisième voie, refusant à la fois l'alliance avec le Parti communiste et l'immobilisme de la majorité présidentielle organisée autour de l'UDR.

## Composition
Les composantes du MR furent :
- Le Centre démocrate ;
- Le Parti radical « valoisien » ;
- Le Centre républicain d'André Morice ;
- Le Mouvement national Progrès et liberté de Jacques Soustelle ;
- Le Parti de la démocratie socialiste d'Émile Muller et Auguste Lecœur ;
- Le Mouvement démocrate-socialiste de France de Max Lejeune ;
- Le Parti libéral européen de Jean-Paul David.

Le rapprochement du Centre démocrate avec les Républicains indépendants signa son arrêt de mort en tant que coalition quelques mois après le scrutin. À l'approche des élections législatives de 1978 et à l'instigation du président de la République Valéry Giscard d'Estaing, presque les mêmes partis, additionnées toutefois des Républicains indépendants, se retrouvèrent au sein de l'UDF pour faire pièce cette fois au RPR emmené par Jacques Chirac.